# Голего, Николай Лукич
Никола́й Лукич Голего (2 [15] июня 1914, Христиновка, Киевская губерния — 27 августа 2012, Киев) — советский и украинский учёный, доктор технических наук (1963), профессор (1964), член-корреспондент Академии наук Украинской ССР (1967), заслуженный деятель науки и техники УССР (1964).

## Биография

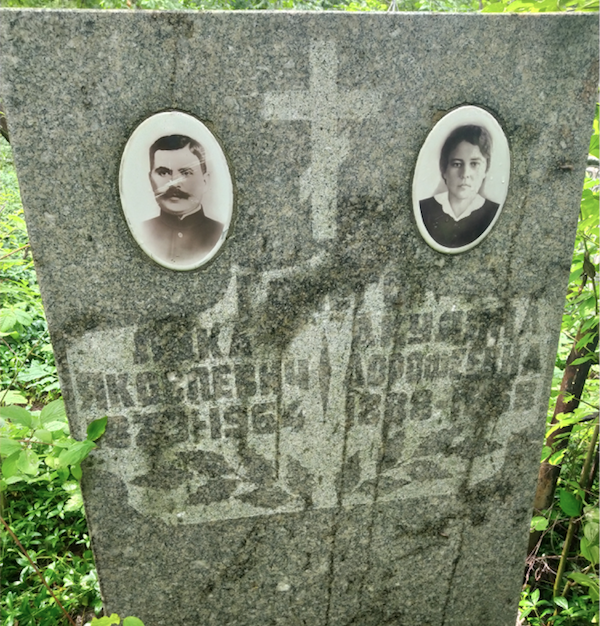
Фото родителей Николая Голего на надгробии их захоронения

Родился 15 июня 1914 года в посёлке станции Христиновка (ныне Черкасская область).
По окончании в 1938 году Киевского авиационного института начал работать на Харьковском авиационном ремонтном заводе в должности инженера, затем — начальником моторного цеха. В период Великой Отечественной войны Голего организовал ремонт самолетов и двигателей на авиаремонтных заводах в Алма-Ате, где работал начальником цеха, и в Актюбинске, уже в качестве главного инженера. С 1944 года он руководил авиаремонтным заводом в Днепропетровске.
C 1948 года Голего работал начальником Авиационной ремонтной базы (АРБ) № 409 гражданского воздушного флота СССР. Впоследствии под его руководством были созданы филиал АРБ № 409 в городе Киеве и на его базе — Авиационный ремонтный завод № 410 гражданской авиации СССР. 
В сентябре 1953 года Голего был назначен заведующим кафедрой «Технология ремонта авиационной техники» Киевского авиационного института (позднее преобразованного в институт инженеров гражданской авиации). С 1954 по 1975 год работал ректором Киевского института инженеров гражданской авиации.
Сделал ряд научных разработок в области авиационных материалов и литейных технологий.
В 1963 году защитил докторскую диссертацию по теме: «Процессы схватывания металлов при внешнем трении (исследование механизма, основных закономерностей и обоснованные методы управления)».
Николай Лукич Голего умер 27 августа 2012 года в Киеве, где он и похоронен на Байковом кладбище.

## Награды и звания
- Орден «Знак Почёта»
- Медаль «За трудовую доблесть»
- Медаль «За доблестный труд в Великой Отечественной войне 1941—1945 гг.»
- Заслуженный деятель науки и техники УССР (1964)

## Память
- В честь учёного улицу Лебедева-Кумача в Киеве переименовали в улицу Николая Голего[10].